# Raphael Montes
Pour les articles homonymes, voir Montès et Carvalho.
Raphaël Montes de Carvalho, né le 22 septembre 1990 à Rio de Janeiro, Brésil, est un auteur de romans policiers et un avocat brésilien. Son œuvre la plus célèbre est Dias Perfeitos (Jours Parfaits), un roman sorti en 2014.
Raphal Montes, originaire de Rio de Janeiro, passa ses années collège et lycée au Colégio de São Bento (en). Il étudia, ensuite, le droit à l'Universidade do Estado do Rio de Janeiro et obtint son diplôme en 2012.
Passionné par le genre policier, il publia des nouvelles dans plusieurs revues, dont le prestigieux magazine américain Ellery Queen Mystery Magazine . En 2010, il participa à un concours organisé par la maison d'édition brésilienne Saraiva et son roman Suicidas gagna le deuxième prix. Publié sous le label Benvirá en 2012, il rencontra un grand succès au Brésil. Les thèmes abordés et le jeune âge de Raphael Montes lui valurent une grande notoriété. 
En 2014, il sort son deuxième roman, Dias Perfeitos (Jours Parfaits) aux Éditions 10-18. En février 2016, cet ouvrage a été édité dans 14 pays. Les droits de ses deux premiers livres ont été vendus pour réaliser une adaptation cinématographique.
Le Village, son troisième livre paru en 2015, est un recueil de nouvelles de type Fix-up contenant des dessins macabres pour illustrer les histoires.
Son quatrième roman intitulé Jantar Secreto (Dîner Secret), paru en 2016, connut un succès mitigé. Le talent de Raphael Montes ne fut pas remis en cause, tout le monde s'accordant pour dire qu'il s'agissait là de son meilleur roman, mais le thème principal du cannibalisme en choqua plus d'un.